# Enrico Lacruz
Enrico Lacruz est un boxeur néerlandais né le 31 août 1993 à Arnhem.

## Carrière
Sa carrière amateur est principalement marquée par deux médailles de bronze remportées aux championnats d'Europe de 2015 dans la catégorie des poids légers et aux Jeux européens de 2019 dans la catégorie des poids super-légers.

## Palmarès

### Championnats d'Europe
- Médaille de bronze en -60 kg en 2015 à Samokov, Bulgarie

### Jeux européens
- Médaille de bronze en -64 kg en 2019 à Minsk, Biélorussie